# Bom Repouso
Bom Repouso là một đô thị thuộc bang Minas Gerais, Brasil. Đô thị này có diện tích 229,785 km², dân số năm 2007 là 10482 người, mật độ 50,9 người/km².